# Pterygoplichthini
Die Pterygoplichthini sind eine Tribus der südamerikanischen Harnischwelse (Loricariidae). Sie kommen in Panama und in Südamerika, also fast im gesamten Verbreitungsgebiet der Harnischwelse vor, nicht aber in den drei Guayanas und in den Küstenflüssen des südöstlichen Brasilien.

## Merkmale
Die Arten der Pterygoplichthini besitzen eine typische Harnischwelsgestalt mit einem abgeflachten Körper und einem flachen, mit einem unterständigen Saugmaul versehenen Kopf. Ihre Rückenflosse besitzt mehr Flossenstacheln (9–14) als die der anderen Harnischwelse (6–8) und ist höher, weshalb sie im deutschen oft Segelschilderwelse genannt werden. Diagnostisches Merkmal der Gruppe ist der vergrößerte Magen, der über ein Bindegewebsband mit dem rückwärtigen Abdomen verbunden ist. Die Pterygoplichthini werden bis zu 60 Zentimeter lang.

## Lebensweise
Die Pterygoplichthini kommen sowohl in kühlen Bergbächen als auch in sauerstoffarmen, stehenden Gewässern der Ebenen vor, vor allem in Weißwasserflüssen. Die einzelnen Arten haben oft ein sehr großes Verbreitungsgebiet und besiedeln, über Verbreitungsbarrieren hinweg, verschiedene Flusssysteme mit unterschiedlichem Wasserchemismus. Sie laichen in Höhlen, die sie in die Uferböschungen der Flüsse graben. Die Männchen betreiben Brutpflege und bewachen und putzen den Laich.

## Äußere Systematik
Die Pterygoplichthini stehen in der Kronengruppe der Hypostominae und sind die Schwestergruppe der Ancistrini, mit denen sie die Anordnung der Knochenplatten auf den Kiemendeckeln teilen. Die systematische Stellung verdeutlicht folgendes Kladogramm:
|  | \| \| Ancistrini \| \| \| \| \| \| Pterygoplichthini \| \| \| \| |
|  |                                                                  |
|  | Hypostomini                                                      |
|  |                                                                  |
|  | Ancistrini                                                       |
|  |                                                                  |
|  | Pterygoplichthini                                                |
|  |                                                                  |

|  | Ancistrini        |
|  |                   |
|  | Pterygoplichthini |
|  |                   |

|  | \| \| Ancistrini \| \| \| \| \| \| Pterygoplichthini \| \| \| \| |
|  |                                                                  |
|  | Hypostomini                                                      |
|  |                                                                  |
|  | Ancistrini                                                       |
|  |                                                                  |
|  | Pterygoplichthini                                                |
|  |                                                                  |

|  | Ancistrini        |
|  |                   |
|  | Pterygoplichthini |
|  |                   |

|  | \| \| Ancistrini \| \| \| \| \| \| Pterygoplichthini \| \| \| \| |
|  |                                                                  |
|  | Hypostomini                                                      |
|  |                                                                  |
|  | Ancistrini                                                       |
|  |                                                                  |
|  | Pterygoplichthini                                                |
|  |                                                                  |

|  | Ancistrini        |
|  |                   |
|  | Pterygoplichthini |
|  |                   |

|  | \| \| Ancistrini \| \| \| \| \| \| Pterygoplichthini \| \| \| \| |
|  |                                                                  |
|  | Hypostomini                                                      |
|  |                                                                  |
|  | Ancistrini                                                       |
|  |                                                                  |
|  | Pterygoplichthini                                                |
|  |                                                                  |

|  | Ancistrini        |
|  |                   |
|  | Pterygoplichthini |
|  |                   |

## Innere Systematik
Die Pterygoplichthini umfassen gegenwärtig nur zwei Gattungen, die sich in der Anzahl der Rückenflossenstrahlen unterscheiden:
- Hemiancistrus Bleeker, 1862
- Pterygoplichthys Gill, 1858